# Scrophularia cooperi
Scrophularia cooperi är en flenörtsväxtart som beskrevs av Robert Reid Mill. Scrophularia cooperi ingår i släktet flenörter, och familjen flenörtsväxter. Inga underarter finns listade i Catalogue of Life.